# وولف جولد
وولف جولد (بالعبرية: זאב גולד‏) هو حاخام إسرائيلي، ولد في 31 يناير 1889 في Szczuczyn ‏ في بولندا، وتوفي في 8 أبريل 1956 في القدس في إسرائيل.